# Noom Diawara
Pour les articles homonymes, voir Diawara.
 (décembre 2018).
Si vous disposez d'ouvrages ou d'articles de référence ou si vous connaissez des sites web de qualité traitant du thème abordé ici, merci de compléter l'article en donnant les références utiles à sa vérifiabilité et en les liant à la section « Notes et références ».
Nouhoum Diawara, dit Noom, est un comédien et scénariste français, né le 26 décembre 1978 à Paris 15e.

## Biographie

### Enfance
Nouhoum Diawara naît le 26 décembre 1978 dans le 15e arrondissement de Paris, de parents maliens, il passe son enfance dans le quartier de Crimée dans le 19e arrondissement, puis à Vauréal près de Cergy dans le Val-d'Oise.

### Débuts et révélation sur scène
Alors qu’il est étudiant en deuxième année de droit à Cergy, Noom débute en 2000 sur la chaîne Canal+ en tant que stagiaire, où il propose des concepts d’émission et commence ainsi sa carrière dans l’audiovisuel, sous la direction de Kader Aoun.
Il y reste deux ans, ce qui lui permet de participer à plusieurs émissions de Canal+ telles que Nulle part ailleurs ainsi qu'à plusieurs sketches d’Omar et Fred ou dans le jeu Burger Quiz avec Alain Chabat.
Ces expériences l'incitent à se produire sur plusieurs scènes ouvertes parisiennes et c'est Kader Aoun, son ancien responsable à Canal+, qui le recontacte pour faire la première partie des spectacles de Tomer Sisley et Jamel Debbouze, dont il est à l’époque le metteur en scène.
En 2007, il intègre la troupe du Jamel Comedy Club durant les trois premières saisons. Il part en tournée à travers l’Europe puis au Canada.
De 2007 à 2008, il est coauteur de la chronique de Fabrice Éboué dans T'empêches tout le monde de dormir, l'émission de Marc-Olivier Fogiel sur M6.
En 2009, il joue dans Inside Jamel Comedy Club, la série docu-fiction qui suit la troupe de Jamel Debbouze en tournée.

### Carrière en solo

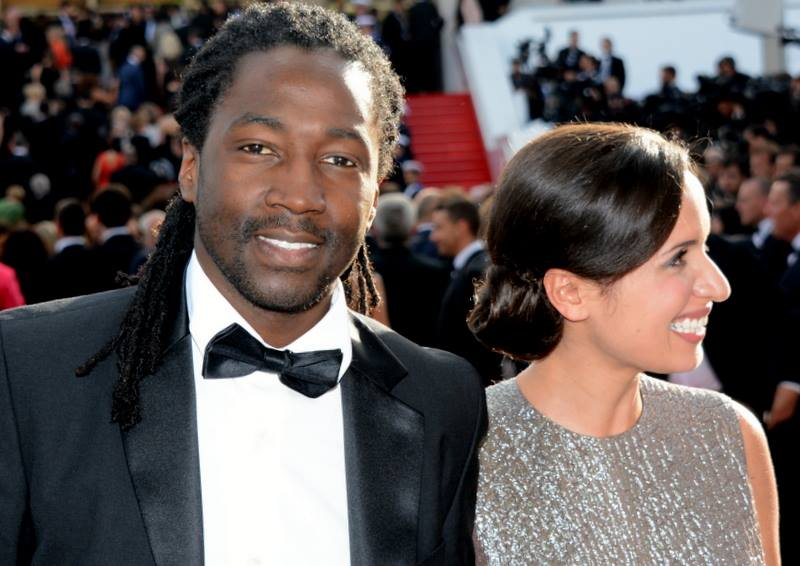
Aux côtés de sa partenaire de Amour sur place ou à emporter, au Festival de Cannes 2014.

En 2010, sort le film Le baltringue dans lequel il joue un petit rôle. Le film sera régulièrement classé dans la rubrique "Les pires films du cinéma français"[réf. nécessaire]. Fort de cette expérience cinématographique, il quitte la même année le Jamel Comedy Club pour jouer dans la pièce Amour sur place ou à emporter, coécrite avec Amelle Chahbi et mise en scène par Fabrice Éboué. La pièce est, dans un premier temps, jouée au théâtre Le Temple puis, face à son succès, prolongée et représentée en 2012 au théâtre du Gymnase.
De 2011 à 2012, il est également l'un des auteurs de l'émission Ce soir avec Arthur, diffusée sur Comédie !.
En 2013, il lance une mini-série humoristique en tant qu'auteur-interprète : Le Before de Noom dans Le Before du Grand Journal sur Canal+. Le programme s'arrête au bout d'une saison.
En 2014, il fait deux apparitions au cinéma dans deux comédies : d'abord le grand succès Qu'est-ce qu'on a fait au Bon Dieu ? ; puis dans Amour sur place ou à emporter, adaptation de la pièce à succès.
Il apparaît également dans le clip de la chanson Profiter de ma life de Maska en featuring avec Black M & Dr Beriz.
En 2015 il apparait dans la série télévisée À votre service. Il joue le rôle de Michael aux côtés de Florian Hessique.

## Spectacles
- 2011 : Amour sur place ou à emporter, mise en scène par Fabrice Éboué, théâtre Le Temple
- 2012 : Amour sur place ou à emporter, mise en scène par Fabrice Éboué, théâtre du Gymnase

## Filmographie

### Cinéma
- 2008 : Le Baltringue de Cyril Sebas : Wifi
- 2010 : Moussa (court métrage) de Sofiane Belmouden : Moussa
- 2014 : Qu'est-ce qu'on a fait au Bon Dieu ? de Philippe de Chauveron : Charles
- 2014 : Amour sur place ou à emporter d'Amelle Chahbi : Noom
- 2016 : Befikre de Aditya Chopra : Ami de Shira
- 2019 : Qu'est-ce qu'on a encore fait au Bon Dieu ? de Philippe de Chauveron : Charles
- 2021 : Qu'est-ce qu'on a tous fait au Bon Dieu ? de Philippe de Chauveron : Charles

### Télévision

#### Séries et téléfilms
- 2008 : Sur le fil (saison 2 épisode 5 : Père et fils)
- 2008 : Cellule Identité (épisode 1 : Frédéric)
- 2009 : Inside Jamel Comedy Club (série)
- 2011 : Mon frigo m'a dit
- 2014 : Scènes de ménages (prime time L'Album de famille)
- 2015 :  À votre service de Florian Hessique : Michael
- 2019 : Colombine de Dominique Baron : Bakary
- 2020 : Jusqu'à l'aube, saison 1 épisode 3 : L'Hôpital désaffecté : lui-même
- 2020 : Vulnérables d'Arnaud Sélignac : Alain
- 2021 : Sauver Lisa de Yann Samuell : Valin
- 2021 : Sam : Damien
- 2023 : Les Capone se marient de Gaël Leforestier
- 2024 : Les Capone attendent un bébé de Gaël Leforestier
- 2025 : Enquête en famille, mini-série de Dominique Farrugia

#### Émission
- 2023-2024 : Camille & Images sur TF1 : chroniqueur

### Clip
- 2014 : chanson Profiter de ma life de Maska